# Savez Rusina i Ukrajinaca Republike Hrvatske
Savez Rusina i Ukrajinaca Republike Hrvatske (ukr. Союз русинiв i українцiв Республiки Хорватiя, rus. Союз Русинох и Українцох Републики Горватскей) je krovna kulturno-prosvjetna manjinska organizacija u Republici Hrvatskoj osnovana 1968. godine u gradu Vukovaru. Organizacija je nastala s ciljem očuvanja kulturnih vrijednosti Rusina i Ukrajinaca u Republici Hrvatskoj gdje su se do 1996. godine bilježili kao jedinstvena manjina. 
U organizaciji do danas aktivno djeluje između 500 i 1000 pripadnika ukrajinske i rusinske nacionalne manjine od ukupno nešto manje od 5000 koliko ih živi u Hrvatskoj. U sklopu Saveza Rusina i Ukrajinaca RH djeluje 8 manjinskih udruga iz više hrvatskih gradova, pretežito u Slavoniji, zatim Zagrebu i Rijeci. U sklopu organizacije aktivno sudjeluju i pripadnici drugih manjina koji simpatiziraju kulturne običaje Rusina i Ukrajinaca.
Savez Rusina i Ukrajinaca RH sudjeluje na mnogobrojnim kulturnim festivalima i manifestacijama u Hrvatskoj i inozemstvu te je uspostavio uspješnu međunarodnu suradnju s drugim rusinskim i ukrajinskim organizacijama širom svijeta.

## Povijest Saveza
Godine 1968., tri kulturno-umjetnička društva iz Petrovaca, Mikluševaca i Vukovara, osnovala su Savez Rusina i Ukrajinaca RH sa sjedištem u Vukovaru. Ubrzo, po osnivanju, Savez je proširio svoje članstvo s kulturno-prosvjetnim društvom Zagreba te s kulturnim društvima iz Slavnoskog Broda i Osijeka. U Domovinskom ratu uz pomoć Saveza osnovana su kulturna društva u Lipovljanima i Vinkovcima. 
Savez je nakon toga inicirao i osnivanje kulturno-umjetničkog društva u Rijeci, potom Šumeću i Kaniži. Do veljače 2008. godine u sklopu Saveza je djelovalo ukupno 13 kulturnih društava, nakon čega su se 4 društva iz praktičnih razloga izdvojila i formirala drugu krovnu organizaciju odnosno Ukrajinsku zajednicu Republike Hrvatske.

## Ciljevi i doprinosi
Temeljni zadaci Saveza Rusina i Ukrajinaca RH su okupljanje i organiziranje pripadnika rusinske i ukrajinske nacionalne manjine, kako bi se očuvao, razvijao i promicao kulturni i etnički identitet. Cilj je sprječavati asimilaciju te promicati integraciju u hrvatsko društvo, na dobrobit kako nacionalne manjine, tako i svekolikog razvitka Republike Hrvatske. U svom uspješnom i kontinuiranom djelovanju Savez Rusina i Ukrajinaca RH već duže vrijeme postiže značajne rezultate u školstvu, kulturi i prosvijeti. Organizirao je za učenike osnovne i srednje škole preko 40. ljetnih škola Rusina i Ukrajinaca RH, a inicirao je i otvaranje redovitih rusinskih i ukrajinskih odjeljenja pri hrvatskim osnovnim školama.
Savez aktivno promiče djelatnost kulturnog amaterizma, provodi informativnu i izdavačku djelatnost, posebno kroz informativno glasilo «Nova Dumka» i časopis za mlade «Vjenčić». Jednom godišnje izlazi i alamanah iz rusinsko-ukrajinske kulture «Misli s Dunava». Savez je do sada izdao oko 50 knjiga vezanih za rusinsku i ukrajinsku kulturu. Članovi organizacije sudjeluju u kreiranju televizijskih i radio emisija na rusinskom i ukrajinskom jeziku, zaslužni su za otvaranje Etnografske zbirke Rusina i Ukrajinaca Hrvatske u Vukovaru i Galerije slika i kiparskih radova Likovne kolonije Rusina i Ukrajinaca Hrvatske u Petrovcima.
Uz druge manifestacije, Savez Rusina i Ukrajinaca RH od 1973. provodi središnju manifestaciju Rusina i Ukrajinaca u Hrvatskoj pod nazivom «Petrovačko zvono». Pokrenuo je inicijativu za otvaranje Središnje knjižnice Rusina i Ukrajinaca Hrvatske, koja danas uspješno djeluje pri Gradskoj knjižnici u Zagrebu.

## Kulturna priznanja
Savez Rusina i Ukrajinaca RH već duže vrijeme surađuje s uglednim osobama i institucijama matične domovine Ukrajine. Naime, u statutu Saveza je zapisano da Rusini u sklopu iste organizacije Ukrajinu smatraju svojom matičnom domovinom i time se razlikuju od onih Rusina koji smatraju da nemaju svoju matičnu domovinu. 
Savez je danas član Europskog i Svjetskog Kongresa Ukrajinaca te Svjetske Federacije Ukrajinskih Lemkivskih organizacija. U svome radu Savez je primio niz priznanja pa tako i od predsjednika Stjepana Mesića na 40. obljetnici održanoj 9. svibnja 2008. godine. Središte Saveza danas se i dalje nalazi u Vukovaru.

## Vanjske poveznice
- Savez Rusina i Ukrajinaca RH - službene stranice  Arhivirana inačica izvorne stranice od 13. studenoga 2013. (Wayback Machine)
- Središnja knjižnica Rusina i Ukrajinaca Republike Hrvatske  Arhivirana inačica izvorne stranice od 8. veljače 2010. (Wayback Machine)
- Manjinski časopis Rusina i Ukrajinaca RH - Nova Dumka  Arhivirana inačica izvorne stranice od 30. listopada 2013. (Wayback Machine)
- Ukrajinska glazba zagrebačkog ukrajinskog benda Kobzar  Arhivirana inačica izvorne stranice od 6. kolovoza 2011. (Wayback Machine)
- [neaktivna poveznica]
- Revija Matice Hrvatske: Kulturna baština Ukrajine  Arhivirana inačica izvorne stranice od 24. svibnja 2013. (Wayback Machine)